# جون‌بورن (سلنگه)
شهرستان جون‌بورِن (به زبان مغولی: Зүүнбүрэн сум، [Züünbüren sum]؛ ᠵᠡᠭᠦᠨ ᠪᠦᠷᠢᠨ ᠰᠤᠮᠤ، [jegün bürin sumu]) یک شهرستان (سُوم) در مغولستان است که در استان سلنگه واقع شده‌است. جون‌بورِن ۱٬۲۰۴٫۹۴ کیلومتر مربع مساحت دارد.

## تقسیمات اداری
شهرستان جون‌بورِن متشکل از ۳ قصبه (باغ) می‌باشد، شامل:
- بِلچیر (مغولی: Бэлчир баг، [Belčir bag]؛ ᠪᠡᠯᠴᠢᠷ ᠪᠠᠭ، [belčir baɣ])
- جارغالانت (مغولی: Жаргалант баг، [Žargalant bag]؛ ᠵᠢᠷᠭᠠᠯᠠᠩᠲᠤ ᠪᠠᠭ، [jirɣalaŋtu baɣ])
- مانغیرت (مغولی: Мангирт баг، [Mangirt bag]؛ ᠮᠠᠩᠭᠢᠷᠲᠤ ᠪᠠᠭ، [maŋɣirtu baɣ])